# La Madone Solly
La Madone Solly est une peinture religieuse de Raphaël. Le tableau est actuellement exposé à la Gemäldegalerie de Berlin.

## Histoire
Peinte en 1500-1504, La Madone Solly est une œuvre de jeunesse qui montre clairement l'influence du maître Pérugin sur l'èléve Raphaël.
Le tableau est conservé à la Gemäldegalerie de Berlin.
Son titre (Madone Solly) est dû au fait qu'elle fut détenue par le banquier et collectionneur d'art britannique Edward Solly (1776-1848) qui en 1821 la céda au Musée de Bode.

## Description
Le tableau représente en buste Marie, lisant un livre et tenant dans ses bras, l'Enfant Jésus, un oisillon lié par un fil sur le genou, regarde aussi vers le livre.
Conformément à l'iconographie chrétienne la Vierge Marie tient ou est proche d'un livre ouvert, ici elle le lit, comme dans 
la Madone Pasadena du Norton Simon Museum, la Madonna Connestabile, la Madonna Colonna et la Madonna del Cardellino. 
Comme dans ce dernier tableau un chardonneret fait partie de la scène, symbolisant la Passion du Christ.

## Attribution
L'attribution à Raphaël est unanime. Le tableau est l'une des œuvres qui ouvrent la série des Madones de l'artiste. Sur la datation il existe un désaccord entre les chercheurs même s'ils sont unanimes pour reconnaître qu'elle fait bien partie de sa période de jeunesse et avant son séjour à Florence.

## Analyse
Le tableau fait partie des premières « Madones » peinte par Raphaël et l’influence de son maître Le Pérugin y est visible (visage de la Vierge). 
La Vierge est présentée mi figure avec l'Enfant sur les genoux, de sa main droite elle tient un livre qu'elle semble lire. Le regard de l'enfant est dirigé aussi sur le livre qui symbolise les Saintes écritures qui annoncent le destin tragique du Christ, il tient lié avec un fil rouge un oisillon, symbole de la passion. L'arrière-plan représente un paysage de collines parsemées d'arbrisseaux, qui se perdent dans le lointain.
Bien que la composition et la physionomie des personnages rappellent étroitement le Pérugin interprété avec une extrême simplicité, la composition chromatique revèle la splendeur du chiaroscuro imputable à sa jeunesse.